# Скьяви, Лея
Ле́я Скьяви, также известная как Ле́я Скьяви Бурдетт (итал. Lea Schiavi Burdett; 2 марта 1907 — 24 апреля 1942), итальянская журналистка-диссидентка, которая писала для изданий левой оппозиции, выступающей против итальянского фашизма во главе с Бенито Муссолини.

## Биография
Лея Скьяви родилась Боргосезия, провинция Верчелли, в регионе Пьемонт (Италия) в 1907 году. Скьяви получила образование в области изящных искусств в Парижской консерватории.
Уже будучи писательницей и журналисткой, Скьяви встретила Уинстона Бёрдетта, американского корреспондента CBS News, в 1940 году, когда они оба вели репортажи из Белграда, Югославия. Они поженились, во время работы над репортажами о действиях в Восточной Европе во время Второй Мировой войны. Они также работали на Ближнем Востоке и в Ливане, Турции, Сирии и Иране с 1940 по 1942 год.
Скьяви было 35 лет на момент её убийства в Южной Персии (Иран), её тело перевезли в Тебриз, Иран, для захоронения.

## Карьера
Лея Скьяви была итальянский диссиденткой, антифашисткой и, возможно, коммунисткой. Её оппозиция нацизму и итальянскому фашизму усиливалась по мере работы над репортажами во время войны. Она надеялась создать организацию, которая будет бороться против фашизма и нацизма.
Скьяви писала в основном для оппозиционных журналов. Во время Второй мировой войны Лея вела репортажи из Белграда, Бухареста, Будапешта и Софии, а также работала в итальянских газетах L’Ambrosiano и Il Tempo. На момент своей смерти Скьяви работала фоторепортером для Нью-Йоркской газеты PM на севере Ирана.

## Смерть
Лея Скьяви была убита неизвестными преступниками в Южной Персии 24 апреля 1942 года, в то время, как её муж Уинстон Бёрдетт был в Индии.
Хотя убийство так и не было раскрыто, на основании показаний Бёрдетта предполагается, что оно напрямую связано с его отказом сотрудничать с Советским союзом в качестве шпиона в ввиду его разочарования в коммунизме. История, рассказанная Бёрдеттем на слушаниях в Конгрессе, гласила о том, что его жена вела репортажи в Южной Персии, в Курдистане. Автомобиль, в котором находилась Лея остановил грузовик с советскими военнослужащими, интересующимися, в машине ли она. Получив утвердительный ответ, её мгновенно расстреляли. По мнению Бёрдетта, главная причина убийства заключалась в том, что она узнала о связи военных тренировочных лагерей в Иране и предстоящем коммунистическом перевороте в Югославии.
Но есть и другая версия, в которой Скьяви во время поездки в Азербайджан в составе команды нью-йоркской газеты PM, в том числе с Зиной Агаян, её армянской подругой и дочкой местного депутата, была остановлена на машине. Курдский мальчик, притормозивший их, уточнил у Скьяви её имя. Когда она ответила кто она, курд убил её, выстрелив в грудь.
Ещё одна версия, рассказанная отцом Скьяви Наталино Скьяви, заключалась в том, что Лея стала жертвой анархии, разразившейся во время восстания Хамы Рашида в Иране около 1942 года.
По другому мнению Лея Скьяви была убита итальянцами, потому что она занимала важную роль в антифашистских действиях итальянцев в Иране. Эта версия подверглась спорам. Так, в своё время её исследовал Лауро Лауренти и позднее итальянский историк Миммо Франзинелли.

## Причины смерти
В начале 1940-х годов Иран считали «перекрёстком» для шпионов, поскольку он имел стратегическое значение.
Офицер Корпуса американской контрразведки сказал Бёрдетту, что есть доказательства того, что Скьяви убили по плану русских. Во время её поездки в Иран, где проходили тренировки русских, Скьяви обнаружила важную информацию. Смерть жены заставила Бёрдетта привлечь сотрудников американского посольства и Тебриза к расследованию преступления.

## Факты
Убийство Скьяви частично повлияло на то, что Бёрдетт дал показания о своем шпионаже перед Подкомитетом по внутренней безопасности Сената.